# 岩科麻由子
岩科 麻由子（いわしな まゆこ、1984年11月24日 - ）は、日本の元タレント、元女優。福島県出身。引退までホリプロに所属していた。

## 来歴
2000年、第25回ホリプロタレントスカウトキャラバンにて審査員特別賞を受賞。同コンテスト受賞者は他に綾瀬はるか（審査員特別賞）、藤本綾（グランプリ受賞）がいる。
高校一年次途中に上京し、芸能活動を開始する。バラエティ番組、テレビドラマにも出演。また、グラビアアイドルとしても活動し、「週刊ヤングマガジン」2001年7月16日号においては表紙も飾った。ジャンルに囚われずマルチタレントとして活動するのが夢であった。
2001年、連続ドラマ「レッツ・ゴー!永田町」出演を最後に芸能界を引退した。現在は、ケーキアーティストとして活動中。

## 人物
趣味：おしゃべり、カラオケ、線香花火で遊ぶこと。特技：水泳

## 出演
バラエティ番組
- アッコにおまかせ（2000年9月17日、TBSテレビ）
- THE夜もヒッパレ（2000年11月11日、日本テレビ）

上記2番組に藤本綾、綾瀬はるかとともに「スカウトキャラバン」受賞者として出演
- 超V.I.P.（2001年1月31日、フジテレビ）

テレビドラマ
- shin-D「チェリー」（2001年8月7日 - 8月28日〈全4話〉、日本テレビ） - 坂巻麗奈 役
- レッツ・ゴー!永田町 第1話（2001年10月10日、日本テレビ） - 竹内ルミ 役

## 作品

### 写真集
- プレシアス－岩科麻由子写真集（2001年2月1日、バウハウス）ISBN 978-4-89461-626-4

### イメージビデオ
- Fein（2001年3月23日、バップ）